# Beneath the Surface (Zvezdna vrata SG-1)
Beneath the Surface je naslov epizode znanstveno-fantastične serije Zvezdna vrata, v kateri se člani ekipe SG-1 zbudijo v skrivnostnem prostoru. Nihče od njih se ne spominja življenja, ko so bili člani zvezdnih vrat. O'Neill, Carterjeva, Daniel in Teal'c, ki zdaj slišijo na imena Jonah, Therra, Carlin in Tor so sedaj navadni delavci v rudnikih pod ledeno površino. V štabu zvezdnih vrat general Hammond ne verjame špekulacijam, da je njegova najmočnejša ekipa kar izginila. Odločen je, da bo izvedel, kaj se je pripetilo njegovim varovancem.